# 전어
전어(Konosirus punctatus, 영어: spotted sardine, dotted gizzard shad 또는 konoshiro gizzard shad)는 청어과의 물고기로 동아시아의 연안에 분포한다. 어린 개체는 전어사리라 부른다. 가까운 바다에 서식하며 그다지 큰 회유는 없으며, 일반적으로 6~9월에는 만 바깥에, 10~5월에는 내만에 많다. 보통 수심 30m 안팎의 다소 얕은 곳에서 서식한다. 산란기는 3-6월 무렵이다. 초여름 무렵 떼를 지어 내만으로 들어와서 개흙을 먹으며, 연안의 얕은 바다에 알을 낳는다. 몸길이는 15–30 cm 정도이다. 성장 시기별 몸길이는 만 1년 11cm, 3년 18cm, 6년 22cm 등이며 최대 수명은 7년이다.
한국에서는 남해와 황해에 많고, 일본·중국·인도·폴리네시아에 분포한다.

## 어원
전어는 돈 전(錢)자에 물고기 어(魚)자를 써서, 맛이 좋아 묻지도 따지지도 않고 일단 돈 주고 사고 본다 해서 전어라는 이름이 붙었다고 전해진다.

## 요리
집나간 며느리가 전어냄새 맡고 돌아온다. 라는 말이있는 것처럼 전어요리는 인기가 많다.
전어는 4∼6월에 산란을 마치고 여름 동안 영양분과 지방을 많이 축적한다. 그래서 가을이 되면 지방량이 봄에 비해 세 배가 되고 고소한 맛이 최고조에 이른다. 전어 회는 한국을 제외하고는 전 세계에서 먹는 나라는 거의 없다. 일본에서는 전어를 초절임으로 만들어 초밥용으로 주로 소비하고 회는 거의 먹지 않는다.

## 제철
한국에서 잡히는 전어는 9~11월이 제철이다.